# Green Bay Press-Gazette
El Green Bay Press-Gazette es un periódico cuya cobertura principal es el noreste de Wisconsin, incluido Green Bay. Fue fundado como Green Bay Gazette en 1866 como un periódico semanal, convirtiéndose en un diario en 1871. Green Bay Gazette se fusionó con su principal competidor, Green Bay Free Press en 1915, asumiendo su título actual. Gannett compró el periódico en marzo de 1980.
En 1972, una disputa laboral interna condujo a la creación de Green Bay News-Chronicle por trabajadores en huelga. En 2004, la editorial de Press-Gazette, Gannett, se hizo cargo de News-Chronicle, quien lo cerró en 2005.
El 24 de marzo de 2012, siete empleados de Press-Gazette estaban entre los 25 empleados de Gannett en Wisconsin que fueron sancionados por Gannett por firmar la petición para destituir al gobernador Scott Walker. Gannett afirmó que esto era una violación del código de ética periodística de la empresa.